# 14226 Hamura
A 14226 Hamura (ideiglenes jelöléssel 1999 XR50) a Naprendszer kisbolygóövében található aszteroida. A LINEAR projekt keretében fedezték fel 1999. december 7-én.